# Olympische Sommerspiele 1968/Kanu
Bei den XIX. Olympischen Sommerspielen 1968 in Mexiko-Stadt wurden vom 22. bis 25. Oktober 1968 insgesamt sieben Kanuwettbewerbe ausgetragen, fünf für Männer und zwei für Frauen. Das Wettkampfprogramm entsprach somit dem vergangener Olympischer Spiele. Austragungsort war die Pista Olímpica Virgilio Uribe. Insgesamt nahmen 184 Kanuten aus 27 Nationen teil, davon 155 Männer und 29 Frauen.

## Bilanz

### Medaillenspiegel
| Platz | Land           | Gold | Silber | Bronze | Gesamt |
| ----- | -------------- | ---- | ------ | ------ | ------ |
| 1     | Ungarn         | 2    | 3      | 1      | 6      |
| 2     | Sowjetunion    | 2    | 1      | 3      | 6      |
| 3     | BR Deutschland | 1    | 2      | –      | 3      |
| 4     | Rumänien       | 1    | 1      | 1      | 3      |
| 5     | Norwegen       | 1    | –      | –      | 1      |
| 6     | Dänemark       | –    | –      | 1      | 1      |
| 6     | Österreich     | –    | –      | 1      | 1      |

### Medaillengewinner
| Konkurrenz             | Gold                                                         | Silber                                                                | Bronze                                                         |
| ---------------------- | ------------------------------------------------------------ | --------------------------------------------------------------------- | -------------------------------------------------------------- |
| Einer-Kajak 1000 m     | Mihály Hesz                                                  | Oleksandr Schaparenko                                                 | Erik Hansen                                                    |
| Zweier-Kajak 1000 m    | Sowjetunion Oleksandr Schaparenko Wolodymyr Morosow          | Ungarn Csaba Giczy István Timár                                       | Österreich Gerhard Seibold Günther Pfaff                       |
| Vierer-Kajak 1000 m    | Norwegen Steinar Amundsen Tore Berger Egil Søby Jan Johansen | Rumänien Anton Calenic Haralambie Ivanov Dimitrie Ivanov Mihai Țurcaș | Ungarn Csaba Giczy Imre Szöllősi István Timár István Csizmadia |
| Einer-Canadier 1000 m  | Tibor Tatai                                                  | Detlef Lewe                                                           | Witali Galkow                                                  |
| Zweier-Canadier 1000 m | Rumänien Ivan Patzaichin Serghei Covaliov                    | Ungarn Tamás Wichmann Gyula Petrikovics                               | Sowjetunion Naum Procupeț Michail Samotin                      |

| Konkurrenz         | Gold                                                     | Silber                               | Bronze                                          |
| ------------------ | -------------------------------------------------------- | ------------------------------------ | ----------------------------------------------- |
| Einer-Kajak 500 m  | Ljudmila Pinajewa                                        | Renate Breuer                        | Viorica Dumitru                                 |
| Zweier-Kajak 500 m | BR Deutschland Roswitha Esser Annemarie Zimmermann-Weber | Ungarn Anna Pfeffer Katalin Rozsnyói | Sowjetunion Ljudmila Pinajewa Antonina Seredina |

## Ergebnisse

### Männer

#### Einer-Kajak1000 m
| Platz | Land | Sportler               | Zeit (min) |
| ----- | ---- | ---------------------- | ---------- |
| 1     | HUN  | Mihály Hesz            | 4:02,63    |
| 2     | URS  | Oleksandr Schaparenko  | 4:03,58    |
| 3     | DIN  | Erik Hansen            | 4:04,39    |
| 4     | POL  | Władysław Szuszkiewicz | 4:06,36    |
| 5     | SWE  | Rolf Peterson          | 4:07,86    |
| 6     | TCH  | Václav Mára            | 4:09,35    |
| 7     | ROU  | Andrei Conţolenco      | 4:09,96    |
| 8     | GDR  | Wolfgang Lange         | 4:10,03    |

#### Zweier-Kajak1000 m
| Platz | Land | Sportler                                | Zeit (min) |
| ----- | ---- | --------------------------------------- | ---------- |
| 1     | URS  | Oleksandr Schaparenko Wolodymyr Morosow | 3:37,54    |
| 2     | HUN  | Csaba Giczy István Timár                | 3:38,44    |
| 3     | AUT  | Gerhard Seibold Günther Pfaff           | 3:40,71    |
| 4     | NED  | Antonius Geurts Paul Hoekstra           | 3:41,36    |
| 5     | SWE  | Lars Andersson Gunnar Utterberg         | 3:41,99    |
| 6     | ROU  | Atanasie Sciotnic Aurel Vernescu        | 3:45,18    |
| 7     | BEL  | Jean-Pierre Burny Herman Naegels        | 3:45,21    |
| 8     | ITA  | Cesare Beltrami Cesare Zilioli          | 3:46,08    |

#### Vierer-Kajak1000 m
| Platz | Land | Sportler                                                             | Zeit (min) |
| ----- | ---- | -------------------------------------------------------------------- | ---------- |
| 1     | NOR  | Steinar Amundsen Tore Berger Egil Søby Jan Johansen                  | 3:14,38    |
| 2     | ROU  | Anton Calenic Haralambie Ivanov Dimitrie Ivanov Mihai Țurcaș         | 3:14,81    |
| 3     | HUN  | Csaba Giczy Imre Szöllősi István Timár István Csizmadia              | 3:15,10    |
| 4     | SWE  | Per Larsson Hans Nilsson Tord Sahlén Åke Sandin                      | 3:16,68    |
| 5     | FIN  | Karl-Gustav von Alfthan Heikki Mäkelä Jorma Lehtosalo Ilkka Nummisto | 3:17,28    |
| 6     | GDR  | Joachim Wenzke Klaus-Uwe Will Erhard Riedrich Klaus-Peter Ebeling    | 3:18,03    |
| 7     | AUT  | Helmut Hediger Kurt Lindlgruber Günther Pfaff Gerhard Seibold        | 3:18,95    |
| 8     | POL  | Ewald Janusz Ryszard Marchlik Rafał Piszcz Władysław Zieliński       | 3:22,10    |

#### Einer-Canadier1000 m
| Platz | Land | Sportler        | Zeit (min) |
| ----- | ---- | --------------- | ---------- |
| 1     | HUN  | Tibor Tatai     | 4:36,14    |
| 2     | FRG  | Detlef Lewe     | 4:38,31    |
| 3     | URS  | Witali Galkow   | 4:40,42    |
| 4     | TCH  | Jiří Čtvrtečka  | 4:40,74    |
| 5     | BUL  | Boris Ljubenow  | 4:43,43    |
| 6     | SWE  | Ove Emanuelsson | 4:45,80    |
| 7     | ROU  | Ivan Patzaichin | 4:49,32    |
| 8     | USA  | Andreas Weigand | 4:50,42    |

#### Zweier-Canadier1000 m
| Platz | Land | Sportler                         | Zeit (min) |
| ----- | ---- | -------------------------------- | ---------- |
| 1     | ROU  | Ivan Patzaichin Serghei Covaliov | 4:07,18    |
| 2     | HUN  | Tamás Wichmann Gyula Petrikovics | 4:08,77    |
| 3     | URS  | Naum Procupeț Michail Samotin    | 4:11,30    |
| 4     | MEX  | Juan Martínez Félix Altamirano   | 4:15,24    |
| 5     | SWE  | Berndt Lindelöf Erik Zeidlitz    | 4:16,60    |
| 6     | GDR  | Jürgen Harpke Helmut Wagner      | 4:22,53    |
| 7     | FRG  | Roland Kapf Klaus Lewandowsky    | 4:26,36    |
| 8     | BUL  | Iwan Walow Alexandar Damjanow    | 4:26,74    |

### Frauen

#### Einer-Kajak500 m
| Platz | Land | Sportlerin        | Zeit (min) |
| ----- | ---- | ----------------- | ---------- |
| 1     | URS  | Ljudmila Pinajewa | 2:11,09    |
| 2     | FRG  | Renate Breuer     | 2:12,71    |
| 3     | ROU  | Viorica Dumitru   | 2:13,22    |
| 4     | USA  | Marcia Smoke      | 2:14,68    |
| 5     | TCH  | Iva Vávrová       | 2:14,78    |
| 6     | GDR  | Anita Nüssner     | 2:16,02    |
| 7     | SWE  | Ingmårie Svensson | 2:16,04    |
| 8     | NED  | Mieke Jaapies     | 2:18,38    |

#### Zweier-Kajak500 m
| Platz | Land | Sportlerinnen                             | Zeit (min) |
| ----- | ---- | ----------------------------------------- | ---------- |
| 1     | FRG  | Roswitha Esser Annemarie Zimmermann-Weber | 1:56,44    |
| 2     | HUN  | Anna Pfeffer Katalin Rozsnyói             | 1:58,60    |
| 3     | URS  | Ljudmila Pinajewa Antonina Seredina       | 1:58,61    |
| 4     | ROU  | Valentina Serghei Viorica Dumitru         | 1:59,17    |
| 5     | GDR  | Anita Kobuss Karin Haftenberger           | 2:00,18    |
| 6     | NED  | Mieke Jaapies Tjeertje Bergers-Duif       | 2:02,02    |
| 7     | USA  | Sperry Rademaker Marcia Smoke             | 2:02,97    |
| 8     | GBR  | Lesley Oliver Barbara Mean                | 2:03,70    |